# I sei cigni

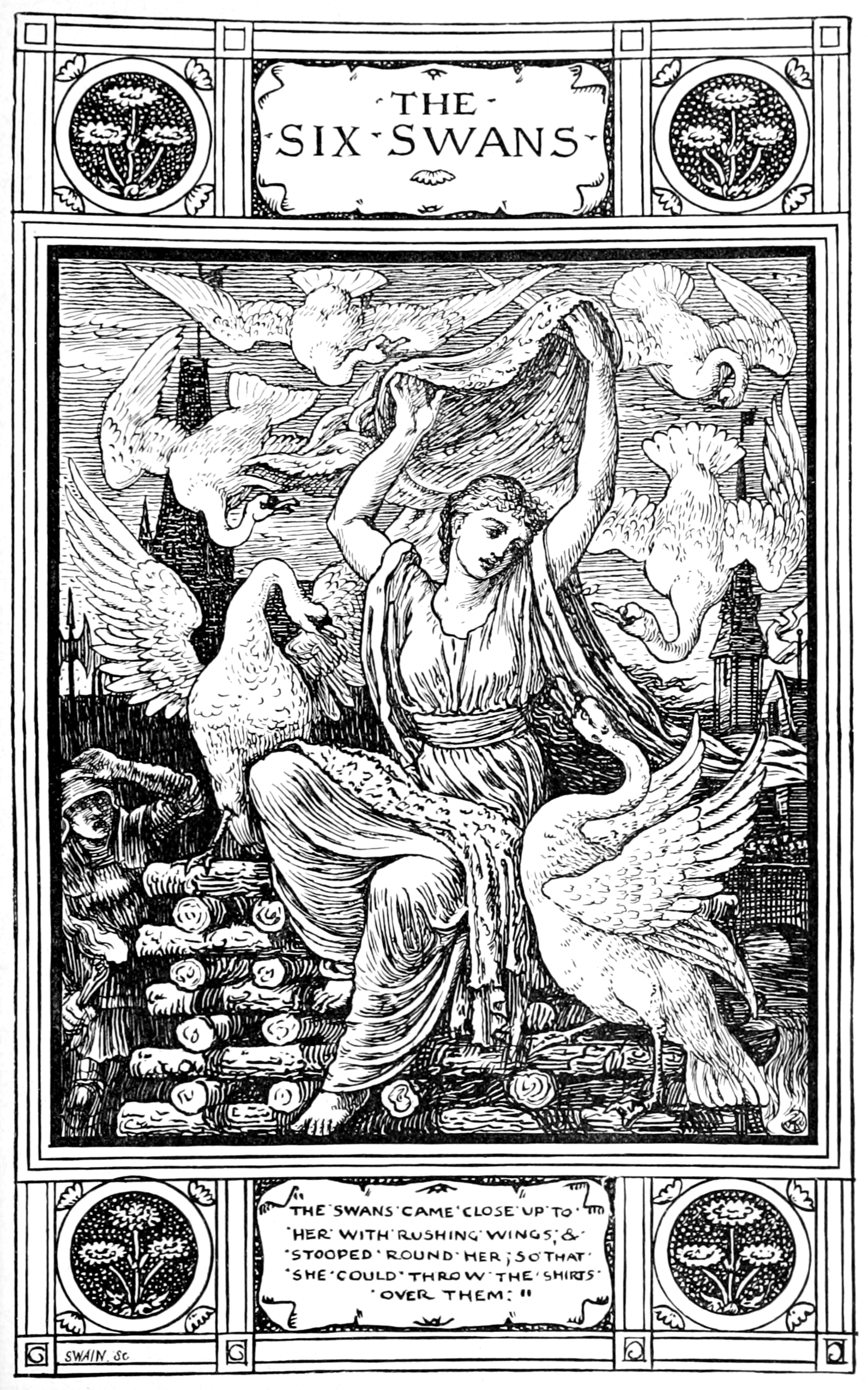
La principessa salva i suoi fratelli, illustrazione di Walter Crane del 1882.

I sei cigni (in tedesco: Die sechs Schwäne) è una fiaba popolare tedesca riportata dai fratelli Grimm nella loro raccolta Fiabe del focolare (Kinder- und Hausmärchen, 1812-1815), nella quale occupa il numero 49. La fiaba è inoltre presente in tutta Europa in numerose varianti.

## Trama
Durante una battuta di caccia un re vedovo si perde nel folto di un bosco. Una vecchietta si offre di indicargli la via per il castello a patto che egli sposi sua figlia. Il re fa la conoscenza della figlia della vecchia, una fanciulla molto bella ma con un che di inquietante. Malgrado ciò il re acconsente al matrimonio e la vecchia li conduce entrambi alla reggia. Dopo le nozze il re, temendo che la nuova regina possa fare del male ai suoi sei figli e alla sua unica bambina, decide di nasconderli in un castello nel cuore della foresta, rintracciabile solo grazie al filo di un gomitolo incantato in grado di svolgersi da solo. La matrigna ruba il gomitolo e si reca nel bosco con sette camicie stregate da lei confezionate. I sei ragazzi le corrono incontro mentre la bambina rimane in casa. La regina cattiva getta loro addosso le camicie e questi si tramutano in cigni bianchi che volano via per il bosco.
Quando il re torna a trovare i suoi figli, trova solamente la principessina, che gli racconta di aver visto l'accaduto dalla sua finestra. Il re, non sospettando della moglie, vorrebbe portare la bambina a palazzo per paura che possa essere rapita. Ma questa, impaurita dalla regina, decide di prendere tempo e lo convince a lasciarle passare un'ultima notte nel castello nel bosco. Quella stessa notte la fanciulla fugge nel bosco cercando i suoi fratelli anche per tutto il giorno seguente, finché non si imbatte in una capanna. Nella casetta vi sono sei letti e la principessa si infila sotto uno di essi per dormire. Al calare della sera i sei cigni arrivano alla capanna dove si soffiano via le piume di cigno, riacquistando il loro aspetto naturale. La ragazza si ricongiunge così con i suoi fratelli. Loro la avvertono però che non può rimanere nella capanna, che appartiene a dei banditi. Le spiegano poi che possono tornare umani solo per una quarto d'ora ogni sera; e che se vuole salvarli, dovrà tessere per sei anni sei camicie con petali di astri rimanendo muta. Trascorso il quarto d'ora i sei principi ritornano cigni e volano via.
Decisa a salvare i suoi fratelli ad ogni costo, la principessa si reca nel bosco a raccogliere degli astri e si siede su un albero a lavorare. Passa diverso tempo, e un giorno viene notata dai cacciatori di un re durante una battuta di caccia. I cacciatori iniziano ad importunarla e la fanciulla per tenerli a bada getta loro una cintura, le giarrettiere e altri indumenti, fino a rimanere solo in camicia. I cacciatori prelevano infine la ragazza e la conducono dinanzi al re. Nonostante questi le chieda chi sia e da dove venga, la principessa non cede al silenzio, finché il re, colpito dalla sua bellezza e ormai innamorato non la conduce a palazzo, dove pochi giorni dopo hanno luogo le nozze. In capo ad un anno, la fanciulla partorisce un bambino.

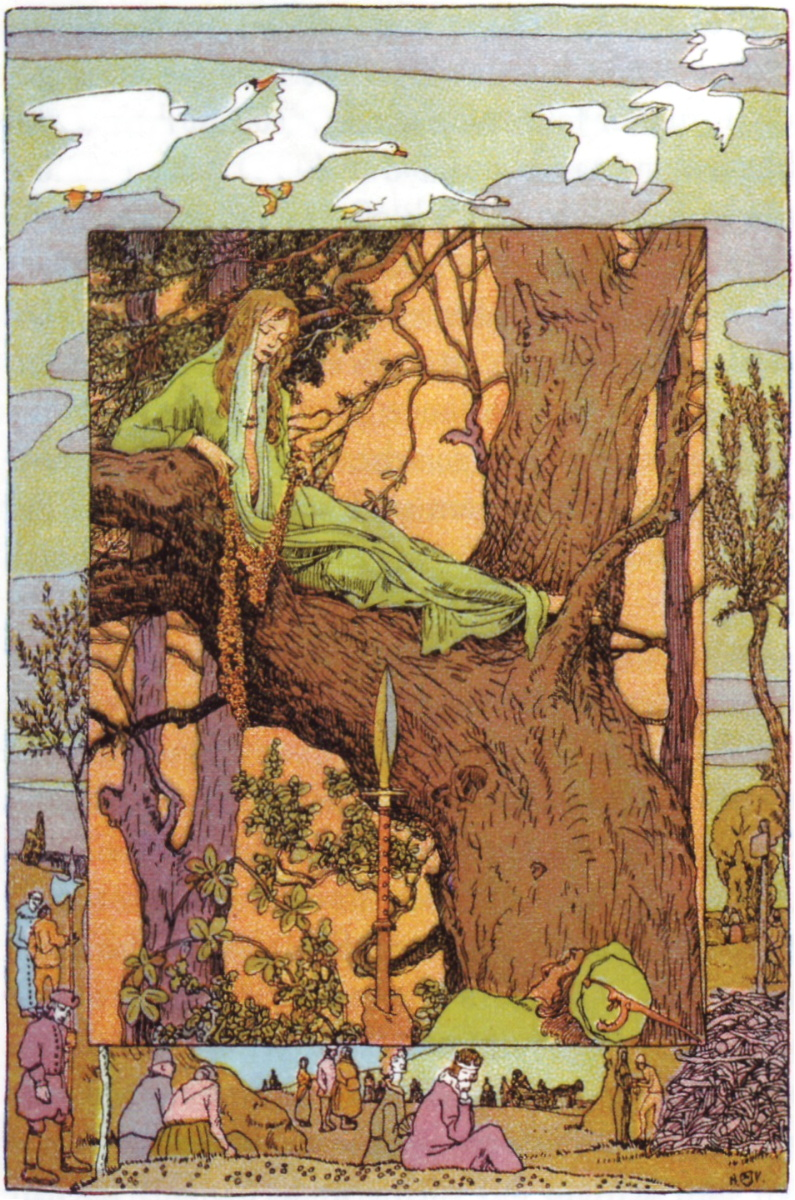
La principessa tesse in cima all'albero, illustrazione di Heinrich Vogeler del 1907.

Ma la cattiva madre del re, che l'aveva presa fin da subito in antipatia, rapisce il neonato e sporca di sangue la bocca della nuova regina, tentando di farla passare per un'orchessa. Malgrado ella non possa difendersi, il re crede alla sua innocenza. Qualche tempo dopo la giovane regina, che nel mentre aveva continuato imperterrita col suo lavoro a maglia, partorisce un altro bambino e le cose si svolgono esattamente come la volta precedente. Quando la malvagia suocera rapisce anche il terzo principino, il re si vede costretto a fare arrestare sua moglie, che viene condannata al rogo. Nel frattempo i sei anni sono passati, e il giorno dell'esecuzione la regina porta con sé sul rogo anche le sei camicie di astri che aveva terminato, eccetto una a cui manca la manica sinistra. Proprio mentre viene appiccato il fuoco, i sei cigni arrivano in volo dal cielo atterrando sul patibolo, dove loro sorella li copre con le camicie liberandoli per sempre dal sortilegio. Solo il fratello più giovane rimane con un'ala di cigno al posto del braccio sinistro. La giovane donna racconta così al suo sposo del maleficio che incombeva sui suoi fratelli e delle malefatte di sua madre. I tre principini vengono ritrovati sani e salvi dove erano stati nascosti e la regina coraggiosa può finalmente vivere felice e contenta con suo marito e i suoi fratelli, mentre la cattiva suocera viene bruciata sul rogo come punizione.

## Classificazione
- Sistema di classificazione Aarne-Thompson: tipo 451, The Maiden Who Seeks Her Brothers.[1]

## Varianti
Diverse varianti della fiaba sono largamente diffuse in tutta Europa, nel Medio Oriente, in India e in America. Solamente in Europa sono state pubblicate nel corso degli anni più di duecento versioni. Variano a seconda delle versioni il numero dei fratelli stregati, il genere di volatili nei quali si trasformano e il metodo con cui la protagonista deve salvarli. Sono invece più rare le varianti in cui è un ragazzo a dover trarre in salvo le sue sorelle.
La più nota e diffusa è certamente I cigni selvatici, fiaba letteraria pubblicata nel 1838 da Hans Christian Andersen, rielaborata ispirandosi alla fiaba popolare danese De elleve Svaner (1823) di Mathias Winther. La variante di Andersen rispecchia molto la versione dei Grimm, discostandosene solo per alcuni particolari. La protagonista, qui chiamata Elisa, ha undici fratelli. Non viene narrato l'incontro di suo padre con la matrigna, e il re non nasconde i figli nel bosco, ma è la stessa regina ad allontanare Elisa, mandandola a vivere con dei contadini. Quando anni dopo la fanciulla si ripresenta a corte, la matrigna le sporca il viso, rendendola irriconoscibile agli occhi del padre, il quale la scaccia. Dopo essersi ricongiunta con i fratelli, questi non la abbandonano a se stessa, ma la portano con loro al di là del mare trasportandola in una rete di giunchi. La fanciulla apprende in sogno dalla fata Morgana che per salvare i fratelli deve tessere delle camicie di ortica per un lasso non specificato di tempo, pena la loro morte. Elisa non ha nessun figlio dal giovane re, ed è un vescovo ad accusarla di stregoneria dopo averla vista raccogliere l'ortica in un cimitero. Inoltre, come per altre opere dell'autore danese, l'intera storia è permeata da una forte componente religiosa.
Gli stessi fratelli Grimm pubblicarono nella loro raccolta di fiabe altre due varianti della storia, in cui i fratelli vengono tramutati in corvi: I dodici fratelli e I sette corvi.

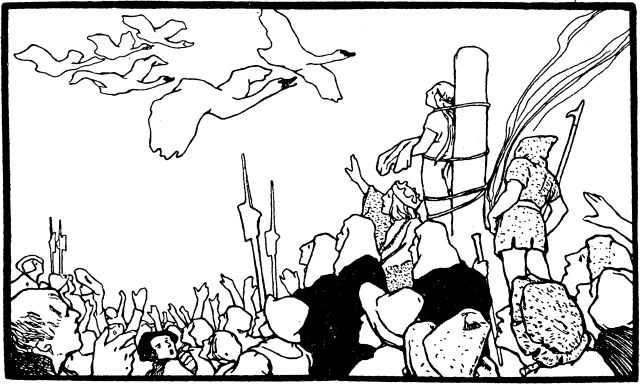
Illustrazione di Otto Ubbelohde del 1909.

Ne I dodici fratelli, è la madre della principessa protagonista a mandare i figli nel bosco, temendo per la loro vita. Il re loro padre aveva infatti dichiarato che se il suo tredicesimo figlio fosse stata una femmina, avrebbe fatto uccidere tutti gli altri. Dieci anni dopo la principessa si reca nel bosco in cerca dei fratelli, ignara che questi abbiano giurato per vendetta di ucciderere la prima ragazza che avrebbero visto. La fanciulla incontra per primo Beniamino, il fratello minore, che persuade gli altri a non farle del male. Così i tredici fratelli vivono felicemente insieme per un periodo. In questa versione è la stessa protagonista a trasformare inavvertitamente in corvi i suoi fratelli, cogliendo dodici margherite magiche. Dopodiché, la ragazza viene a sapere da una vecchia che l'unico modo per salvarli è rimanere muta per sette anni, senza dover compiere nessuna ulteriore prova. Anche qui la fanciulla sposa un re, capitato nel bosco mentre stava cacciando. La madre del re costringe il figlio a condannare la ragazza al rogo dopo averla coperta di calunnie, ma senza portare nessuna prova a sostegno. Durante l'esecuzione, allo scadere dei sette anni, i dodici corvi volano sul rogo ritornando principi. La suocera cattiva viene gettata in una botte piena di olio bollente e di serpenti velenosi.
I sette corvi mantiene il motivo della fanciulla in cerca dei fratelli, discostandosi però ulteriormente da I sei cigni. Manca infatti tutta la seconda parte della storia in cui la protagonista deve restare muta, il matrimonio con un nobile e l'accusa di stregoneria. La scrittrice ceca Božena Němcová, pubblicò una fiaba omonima, che nella seconda parte della storia rispecchia maggiormente I sei cigni. 

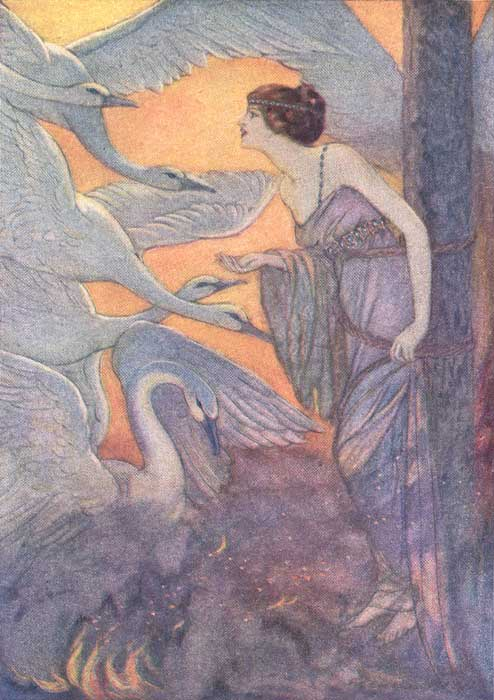
Illustrazione del 1920 di Elenore Abbott.

Le dodici oche selvatiche è una variante norvegese pubblicata Peter Christen Asbjørnsen e Jørgen Moe in Norske Folkeeventyr. La storia è molto simile a I sei cigni, tranne che per l'assenza della matrigna. In questo caso i dodici principi vengono tramutati in oche da una strega per un errore della madre. Ella aveva promesso alla strega, che in cambio di una figlia le avrebbe dato la prima cosa che le sarebbe venuta incontro al suo ritorno, credendo che si sarebbe trattato del suo cane. Qui la fanciulla usa dei cardi per tessere le maglie incantate. La madre del re pure inscena l'uccisione dei due figli della protagonista, consegnandoli a un lupo, che si rivelerà essere la fata buona che ha posto le condizioni per la liberazione dei principi, e che invece di uccidere i neonati li porta in salvo restituendoli quando i principi protagonisti sono salvi.
Un'altra fiaba parzialmente simile a I sei cigni, pubblicata sempre dai Grimm è La figlia della Madonna, che pur non rientrando nel tipo 451 del metodo Aarne-Thompson, riprende comunque il motivo della principessa muta condannata al rogo dopo la sparizione dei suoi tre figli.
Nella fiaba Muta per sette anni, raccolta da Italo Calvino, poi, vediamo due fratelli che il padre manda all'inferno per un errore ancora diverso: l'uomo si sente irritato dai bambini e un giorno li manda al diavolo. Sono i due fratelli a spiegare alla sorella maggiore che se vuole salvarli deve rimanere muta per sette anni. La regina suocera rapisce il bambino della protagonista, inventando che lei ha partorito un cane. Il re la bandisce e la reginella trova riparo da dei briganti che una sera vanno ad assaltare il palazzo reale. A salvare la ragazza dalla condanna a morte e a smascherare la suocera sono i fratellini, essendo ormai scaduti i sette anni, che testimoniano in suo favore e mostrano lo scheletro del nipote ucciso.

## Adattamenti
- Nella serie televisiva di Hello Kitty Il teatrino delle fiabe di Hello Kitty del 2001, l'episodio 11 riprende la trama della storia con una variante adattata a un pubblico più giovane.
- Nella serie TV anime Le fiabe di Andersen del 1971, gli episodi dal 45, 46 e 47 sono un adattamento de I cigni selvatici di Andersen che contiene anche elementi tratti da I sei cigni, come il numero di fratelli della protagonista, l'incontro del re con la matrigna e le camicie stregate usate da quest'ultima per trasformare i principi in cigni.
- Anche il film anime del 1977 Heidi diventa principessa, combina la versione dei fratelli Grimm con la variante di Hans Christian Andersen.
- I sei cigni, decimo episodio della seconda stagione della serie TV anime Le fiabe son fantasia (1987-89), è un adattamento particolarmente fedele della fiaba.
- Nella serie animata tedesca Simsalagrimm (1999-2010), la fiaba è adattata nell'episodio 10 della seconda stagione in modo abbastanza libero ed edulcorato.
- Il film televisivo tedesco Die sechs Schwäne (2012), prodotto dalla ZDF per la serie Märchenperlen, trae ispirazione dall'incipit de I sette corvi e da I cigni selvatici per l'uso dell'ortica nella tessitura.